# Emma Williams
Emma Williams (nacida el 20 de mayo de 1983) es una actriz inglesa de teatro, cine, televisión y radio. Ha sido nominada cuatro veces al Premio Laurence Olivier.

## Biografía
Emma Louise Williams nació el 20 de mayo de 1983 en Halifax, West Yorkshire, hija de Gordon y Joan Williams y asistió a la North Halifax Grammar School. Asistió a Stage 84 – The Yorkshire School of Performing Arts, Idle, Bradford. Se licenció en lenguas en la Open University en 2012.
El 3 de octubre de 2011, Williams se casó con Matthew Henaughan, a quien conoció en 2009. Se divorciaron en 2013.
En la primavera de 2018, Williams se casó con James Newton, un baterista. Se conocieron mientras trabajaban juntos en un musical en 2015. Corrieron el maratón de Londres de 2019 para recaudar dinero para una organización benéfica contra el cáncer. La pareja tiene una hija nacida en 2019.

## Trayectoria

### Escenario
Williams debutó profesionalmente en el teatro en 2002, a los 18 años, interpretando a la protagonista Truly Scrumptious en el reparto original de la producción del West End de Chitty Chitty Bang Bang en el London Palladium, ganando el premio Arts Correspondent a la mejor actriz revelación.
Williams firmó un contrato de seis meses para interpretar a Maria von Trapp. Sin embargo, la ganadora del reality de la BBC How Do You Solve A Problem Like Maria? seguiría teniendo un contrato de 6 meses y actuaría en 4 de las funciones cada semana. El 22 de septiembre de 2006, Williams, en un comunicado conjunto con Andrew Lloyd Webber, abandonó Sonrisas y lágrimas, de mutuo acuerdo.
En 2007, interpretó a Johanna Barker en una versión de concierto de Sweeney Todd: The Demon Barber of Fleet Street junto a Bryn Terfel como Todd, Maria Friedman como Lovett y Philip Quast como Turpin.
En 2008, Williams actuó en Zorro, un nuevo musical con guion de Helen Edmundson, letra de Stephen Clark y música de los Gipsy Kings y John Cameron, en el Garrick Theatre. Por esta actuación fue nominada al Premio Laurence Olivier a la mejor actriz de musical.
Su segunda nominación al Premio Laurence Olivier a la mejor actriz de musical fue por su interpretación de Jenny Cavilleri, víctima de la leucemia, en Love Story, el musical basado en la película. El espectáculo se representó en el Teatro Duchess del West End entre diciembre de 2010 y febrero de 2011, después de presentarse en el Teatro Minerva de Chichester entre mayo y junio de 2010.
Su tercera nominación al Premio Laurence Olivier fue por Maureen en Mrs Henderson Presents, otra adaptación de una película a un musical. Esta nominación fue a la Mejor Actriz de Reparto en un Musical. La producción comenzó en el Bath Theatre Royal y se trasladó al Noël Coward Theatre en el West End, a partir de febrero de 2016. Mientras tanto, Williams interpretó el papel de Betty en White Christmas en el West Yorkshire Playhouse de Leeds, dirigida por Nikolai Foster.
En 2017 interpretó a Helen Walsingham en la nueva producción de Cameron Mackintosh de Half A Sixpence, con un guion revisado de Julian Fellowes y partitura y letra de George Stiles y Anthony Drewe. Esta producción la reunió de nuevo con la directora Rachel Kavanaugh y comenzó de nuevo en Chichester, esta vez en el Festival Theatre.
Del 9 de diciembre al 14 de enero de 2017, Williams interpretó el papel de Alice Fitzwarren en Dick Whittington en el London Palladium. En 2022, interpretó a Lily en un concierto en el London Palladium junto a Hadley Fraser como Archibald.

### Grabaciones
Williams aparece en las grabaciones del reparto original de Chitty Chitty Bang Bang, Tomorrow Morning, Zorro, Love Story, Mrs Henderson Presents y la reescrita Half A Sixpence. También aparece en la grabación original londinense de Bat Boy, que incluye «Mine All Mine», escrita específicamente para la producción británica. También se puede escuchar a Williams cantando varios temas como invitada en el álbum 'Momentous Musicals' de 2012 y en el álbum original del reparto londinense de A Spoonful of Sherman, además de aparecer como vocalista invitada de Lance Horne en First Things Last y de Alexander Bermange en Songs of Wit and Whimsy.

### Televisión y cine
La carrera de Williams comenzó en la televisión. Apareció en el drama de Yorkshire Heartbeat en noviembre de 1997, episodio titulado "Substitute " (temporada 7), y en febrero de 2001, "Who's Who?" (temporada 10).
Apareció como invitada en televisión en Where The Heart Is y Silent Witness, así como en dramas puntuales como Four Fathers y Marple - The Body in the Library. En 2005 apareció en la serie de la BBC Bleak House en el papel de Rosa, la «dulce criada» de Lady Dedlock.
Su debut cinematográfico se produjo en 2001 interpretando a Kirsty en The Parole Officer, de Steve Coogan, y apareció en First Night (2011) junto a Richard E. Grant y Sarah Brightman.
En 2020, Williams también apareció como concursante no famosa en el segundo episodio de la segunda temporada del programa de preguntas y respuestas de ITV Beat the Chasers, cuando jugó por 10.000 libras contra los cuatro cazadores. En abril de 2022, interpretó a Freya Marsh en un episodio de la telenovela de la BBC Doctors.

### Conciertos y radio
Williams apareció como vocalista invitada en la gira de conciertos Past and Present de Michael Ball, que se filmó para DVD en el Royal Albert Hall. Ha aparecido como artista invitada en Friday Night Is Music Night dos veces para BBC Radio 2 en 2009, cantando «Time to Say Goodbye» y «Over the Rainbow» y cantando varios números para un especial de Rodgers y Hammerstein en el Theatre Royal Drury Lane en 2015. Hizo una audición para Lucie Miller en la serie de aventuras 8.º Doctor de Big Finish.